# Шёлкоотделительные железы
Шёлкоотделительные или прядильные железы (лат. sericteria) — специфические железы, характерные для некоторых личиночных отдельных групп насекомых, выделяющие вещество, затвердевающее на воздухе в крепкую нить — шелковинку. Она служит для сооружения коконов и гнёзд, свертывания и опутывания листьев, прикрепления куколки и т. д. Морфологически в преобладающем количестве случаев данные железы соответствуют слюнным железам и, вероятно, происходят из них путём смены основной функции.
Шёлкоотделительные железы характерны прежде всего для гусениц, но имеются также у личинок многих других насекомых: ручейников, перепончатокрылых и жуков, а также и у взрослых сеноедов, эмбий и червецов. Прядильные железы гусениц, личинок перепончатокрылых и ручейников имеют сходное строение и представляют собою лабиальные железы, у которых функция слюноотделения заменена на функцию выработки шёлка.

## У гусениц

### Строение
Прядильные железы гусениц наиболее изучены на примере тутового шелкопряда. Шёлкоотделительные железы являются парными и образованы двумя трубчатыми структурами, которые соединяются вблизи входа в общий короткий проток. Длина железы у гусеницы последнего возраста в несколько раз превосходит длину самого тела. Например, у гусеницы капустницы при длине тела 36 мм длина железы составляет 26 мм, у тутового шелкопряда — при длине тела 56 мм длина железы 262 мм, у павлиноглазки Antheraea yamamai соответственно 100 мм и 625 мм. Вследствие такой длины железы образуют в теле гусеницы несколько петель. По весу железы составляют до 25 % веса тела гусеницы. Каждая железа включает в себя три отдела, различающихся между собой по гистологическому строению тканей и физиологически.
Шёлкоотделительная железа начинается тонким, многократно извитым задним, или главным отделом. Он состоит из крупных железистых клеток с характерными особыми разветвленными ядрами и зернистой цитоплазмой. Данные клетки собственно и выделяют шелковое вещество. На данный отдел приходится 2/3 самой железы. Он переходит в т. н. резервуар — наиболее толстый отдел, образующий три прямых колена. Данный отдел служит в качестве резервуара для выделяемого железой секрета. Последнее колено переходит в правый и левый парные протоки, которые далее соединяются в непарный, открывающийся наружу через прядильный сосочек. В месте соединения парных протоков также впадают две небольшие железы Лионе. Снаружи вся железа покрыта базальной мембраной.
На всем своем протяжении железа преимущественно образована двумя рядами клеток, имеющих геометрически правильное расположение в виде изогнутых чередующихся многогранников. Между клетками проходит канал самой железы. Внутри он выстлан хитиновой кутикулой, которая снабжена, наподобие трахей, спиральным утолщением. Её клетки в процессе роста гусеницы не делятся, а только лишь растут, достигая гигантской величины и у ряда видов даже видимы невооруженным глазом. Другая особенность клеток шёлкоотделительной железы — разветвленность клеточных ядер. Данные разветвления весьма многочисленны, особенно в резервуаре, и занимают всю клетку. Клетки же протока наоборот имеют неразветвленные ядра. Подобное разветвление ядра напрямую связано с интенсивно протекающей внешнесекреторной деятельностью самих клеток и отсутствует у молодых гусениц. Секреторные отделы желез оплетены трахеями. Двумя парами мышц резервуар соединен со стенкой тела, а задний отдел железы и с кишечником.
В развитии шелкоотделительных желез гусениц наблюдаются некоторые особенности. В последние 4 дня жизни гусеницы, когда она ещё питается, железа развивается очень быстро и за короткие сроки достигает своего максимального веса. Через сутки после начала плетения кокона вес железы резко уменьшается, а затем продолжает уменьшаться дальше, вплоть до окончания плетения кокона гусеницей. Клетки, вырабатывающие шёлк, синтезируют его, видимо, за счет накопленных веществ.

### Функция
Железы выделяют шёлковое волокно (шёлковина), которое образовано белками — фиброином (70-75 % от общего объема) и серицином, образующим поверхностный слой шелкового волокна.
Фиброин обеспечивает главную механическую опору волокну и отличается чрезвычайной прочностью и большой эластичностью. Он секретируется клетками главного отдела железы и поступает затем в резервуар, где вокруг него образуется слой серицина. Он также образован аминокислотами, большей частью теми же, что и фиброин, но их количественные соотношения другие. Например, серицин отличается от фиброина меньшим содержанием в своем составе гликокола, аланина и тирозина и значительно большим содержанием серина и диаминокислот. Шелковое волокно сверху покрыто восковой пелликулой, по химическому составу сходной с кутикулином.
Парное строение желез сказывается и на строении самого шёлкового волокна. Оно образовано из правого и левого тонких волокон, склеенных между собой серицином. Готовое шёлковое волокно отличается чрезвычайной прочностью — способно выдерживать нагрузку до 46 кг на 1 мм² сечения.
Шёлкоотделительные железы имеет большое значение в жизни гусениц. Большинство гусениц непосредственно перед окуклением окружает себя коконом, который прядется ими определенным образом. Многие виды гусениц не сооружают настоящий кокон, а лишь окружают себя сетью из отдельных нитей. Гусеницы многих дневных бабочек предварительно подвешиваются для окукливания на различных предметах, окружив себя тонкой прядильной нитью. Гусеницы бабочек из семейства мешочницы изготавливают себе защитные чехлики или домики, склеивая прядильными нитями части листьев, веточек и т. п.. Шелк применяется также при сооружении неподвижных «убежищ».
Многие гусеницы в младших возрастах живут группами в общих т. н. «паутинных гнёздах», оплетая шелковиной концы побегов кормовых растений. В таких гнездах сообща живут десятки гусениц. Таковыми являются например, яблонная моль, кольчатый коконопряд. Гусеницы таких видов, как боярышница и златогузка зимуют в таких гнездах.
Другие гусеницы, живущие по отдельности, могут свертывать листья (например семейство листовёртки) или живут среди нескольких склеенных нитью листьев. Мелкие гусеницы в случае падения выпускают прядильную нить и вися на ней, постепенно спускаются на землю.

## У личинок перепончатокрылых
Шёлкоотделительные железы у личинок представителей перепончатокрылых (Hymenoptera) обычно хорошо развиты. Например, у личинок пилильщиков они образованы очень крупными шаровидными железистыми клетками (альвеолами), из которых каждая имеет короткий выводящий проток, открывающийся в общий выводной проток.
У личинок пилильщиков прядильные железы, подобны таковым у гусениц и представляют собою две извилистые длинные трубки, которые, начинаясь в задней части тела, идут вперед и соединяются в общий проток, открывающийся на нижней губе. Железа образована протоком и множеством альвеол, находящихся на нем в два ряда и соединенных с ним собственными протоками. Плазма данных клеток характеризуется разветвленными каналами, которые через протоки соединяются с протоком самой железы. Каналы образованы путём слияния отдельных возникающих в плазме клетки секреторных пузырьков. Молодые личинки характеризуются тем, что у них данная железа секретирует слюну, а позже она начинает выделять шелковое волокно. К последнему присоединяется гораздо более жидкий, не растворимый в воде секрет.
Коконы, например у представителей рода цимбекс, характеризуются большой прочностью. При вылуплении взрослые пилильщики прорезают своими мандибулами овальное отверстие на верхнем конце кокона.

## У личинок ручейников
Шёлкоотделительные железы у личинок ручейников (Triclioptera) своим строением похожи на таковые у гусениц бабочек. Большинство личинок ручейников при помощи секрета данных желез изготавливают себе защитные чехлики из песчинок, растительных остатков, раковин моллюсков и т. п., склеивая их выделением желез. У представителей некоторых семейства (Hydropsychidae, Rhyncophilidae) личинки обитают свободно в воде, выделяя малое количество секрета желез в окружающий их песок или ил, а непосредственно перед окукливанием изготавливают себе коконы из склеенных паутиной песчинок.

## У личинок представителей прочих отрядов насекомых
У личинок жуков шёлкоотделительные железы остаются малоизученными. Они имеются у личинок некоторых листоедов (Chrysomelidae), рода Donacia, Haemonia. Также данные железы известны у личинок долгоносиков (Curculionidae), например род Hypera.
Среди представителей двукрылых (Diptera) данные железы развиты у личинок некоторых галлиц (Cecidomyidae), грибных комаров (Mycetophilidae) и некоторых других.
У личинок ряда сетчатокрылых (Neuroptera), как то муравьиные львы (Myrmeleonidae) и Hemerobiidae в роли прядильных органов функционируют мальпигиевы сосуды.

## У имаго насекомых
Шёлкоотделительные железы также встречаются у ряда имаго (взрослой стадии) насекомых.

### Полужесткокрылые
Шелкоотделительные железы у представителей отряда полужесткокрылые (Hemiptera) известны только у червецов (Diaspidinae). Железы образованы одной или двумя шелкоотделительными клетками, от которых следует хитиновый проток, который открывается на вершине щетинки. Во впячивании у основания щетинки имеются протоки еще двух железистых клеток, которые покрывают сверху шелковую нить химически устойчивым веществом.
Например, у Lepidosaptes данные железы сконцентрированы на краю тела, в особенности на тельсоне. Шелковые нити также образуют на теле самки, например из рода Eriopeltis, кокон, под которым она откладывает яйца. После откладывания порции яиц, самка переползает вперед, удлиняя кокон, выделяя шелк, и откладывает новую порцию яиц. Под щитком самкой откладывается до 1500 яиц, которые зимуют после смерти самки. У Lepidosaphes кокон образован из нижней исключительно шелковой стенки и верхней, в состав которой также входят два склеенных экзувия. Шелковая нить кладётся самкой длинными петлями, так как, выделяя её, она передвигается вперед, а конец её брюшка при этом попеременно перемещается то вправо, то влево. Образуемые петли скрепляются дополнительно клейкими выделениями из заднего прохода. После откладывания яиц тело самки секретирует только переднюю часть кокона.

### Сеноеды
У сеноедов (Psocoptera) имеет две пары желез — спинные и брюшные, протоки которых открываются между нижней губой и гипофаринксом. Брюшные железы по сути являются слюнными, а спинные — прядильными.
Шёлкоотделительные железы у сеноедов весьма изменчивы по своей форме и могут быть мешковидной формы, раздвоенными, снабженными резервуаром и т. д. Некоторые сеноеды обладают редуцированными шелкоотделительными железами. Но у некоторых представителей группы, например у Amphigerontia, данная железа является хорошо развитой несмотря на отсутствие прядения.

### Эмбии
У представителей отряда эмбий (Embioptera) шёлкоотделительные железы располагаются на ногах. Первый членик лапки обычно вздут и в нём находится до 115 железок. Каждая из них круглая; в её стенке в один слой находятся ядра, но клеточные границы отсутствуют, а сама железка является синцитиальной. её полость заполнена секретом, который выходит наружу по устланному плоскими клетками каналу. Последний открывается на вершине кутикулярного выроста. Непосредственно в секрет превращается плазма желез. Сами железы могут периодически разрушаться во время линьки, но затем восстанавливаются за счет гиподермы. Эмбии сооружают из шелка галереи и ходы, в которых и обитают.